# ドン・サバティーニ
『ドン・サバティーニ』（原題: The Freshman）は、1990年にアメリカで公開されたコメディ映画。マーロン・ブランド自らが『ゴッドファーザー』の自身をパロディ化したことで話題になった。

## ストーリー
田舎からニューヨークに出てきたクラークは、お人好しですぐに人を信用する性格が災いして、全財産を詐欺師に奪われてしまう。
その後、なんとか詐欺師を見つけ出したクラークだったが、詐欺師は彼に金ではなく仕事先を紹介してくる。それはマフィアのドンであるカーマイン・サバティーニの下で、ペットの世話などの下働きをするというものだった。
渋々この仕事を引き受けたクラークは、ある日サバティーニから、空港である荷物を受け取る仕事を任される。なんとか仕事を無事に終わらせたクラークだったが、荷物の中は絶滅危惧種に指定されている「コモドオオトカゲ」であり、あろうことかサバティーニはそれを食べてしまおうという。この秘密を知ったクラークは、とんでもない事件に巻き込まれる。

## キャスト
| 役名                                 | 俳優                     | 日本語吹替 |
| ------------------------------------ | ------------------------ | ---------- |
| カーマイン・サバティーニ             | マーロン・ブランド       | 鈴木瑞穂   |
| クラーク・ケロッグ                   | マシュー・ブロデリック   | 宮川一朗太 |
| ビクター・レイ                       | ブルーノ・カービー       | 江原正士   |
| ティナ・サバティーニ                 | ペネロープ・アン・ミラー | 鶴ひろみ   |
| スティーブ・ブシャク                 | フランク・ホエーリー     | 松本保典   |
| チャック・グリーンウォルド           | ジョン・ポリト           | 藤本譲     |
| アーサー・フリーダー                 | ポール・ベネディクト     | 大木民夫   |
| ロイド・シンプソン                   | リチャード・ガント       | 小関一     |
| ドワイト・アームストロング           | ケネス・ウェルシュ       | 阪脩       |
| ラリー・ロンドン                     | マクシミリアン・シェル   | 麦人       |
| スクリーン上のマイケル・コルレオーネ | アル・パチーノ           | 梅津秀行   |

## 受賞・ノミネート
- アメリカ喜劇映画ベスト100 - ノミネート